# Lou Olivier
Lou de Olivier (São Paulo, 21 de febrero de 1961) es una especialista en psicopedagogía y psicoterapia brasileña, y precursora de la multiterapia. Es, además dramaturga, cuentista, novelista y poeta.
Es conocida por estudiar asuntos complejos como anoxia perinatal y diversos síndromes, como dislexia, hiperlexia, discalculia, autismo, entre otros, y temas de salud en general, poseyendo capacidades de transcribirlos en lenguaje accesible. Sus publicaciones le valieron dos nominaciones para premios: 
- Lancaster House Award - como investigadora
- Award Echo of Literature (Inglaterra) – donde actuó como colaboradora de la Revista UK Brazil, editada por la Rickmarc Publishing.

En Brasil, fue colaboradora de revistas como Mãe Moderna, Viver Psicologia, periódicos como Socorro News, Sunday News e Intersul, escribiendo sobre trastornos del aprendizaje, drogas, divorcio y temas correlacionados. También ha prestado asesoría en temas psicoterapéuticos a diversas radios como, por ejemplo: Globo (programa Laércio Maciel), Mundial (diversos programas), Avaré (programa do Capitão) entre otros. Actualmente es columnista en el Jornal Ecos, Comunidad Maytê, Jornal O Rebate, Guia Nosso São Paulo, Rio Total, site Aprendaki, entre otros. Además ha prestado asesoramiento a Rádio Novo Nordeste en sus programas: "Radio en vivo", y "Salud y noticia" 
También ha desarrollado una gran participación en trabajo social, siguiendo los pasos de su familia que practicó la filantropía por más de sesenta años. En esa actividad filantrópica, sus mayores contribuciones han sido: 
- Espacio Cultural Dra. Lou de Olivier, ofreciendo cursos y servicios a toda la región sur de São Paulo
- Clínica Psiconeuroarte con atención gratuita; y con más de quince años enseñando arte en la periferia de São Paulo, todo desarrollado sin ningún vínculo político ni religioso. Actualmente, la Dra. Lou se dedica solamente a conferencias e investigaciones.

## Obra

### Libros
Autoayuda/didácticos
- "Acontece nas melhores famílias"
- "Distúrbios de aprendizagem/comportamento". Ed. Wak. 154 pp. ISBN 858808148
- "Psicopedagogia e Arteterapia". Ed. Wak. 120 pp. ISBN 8588081717
- "Disturbios familiáres". Ed. Wak. 100 pp. ISBN 8588081989
- "A escola produtiva"

Romances
- "Aventuras amorosas de Soraya Estrada"
- "O preço de um sonho"
- "Paixão virtual"

CD-ROM
- "Mística, perversa, sensual"

Antologías
En Brasil
- "Talento feminino em prosa e verso I e II
- "O amor que move o sol e outras estrelas"
- "Talento DELAS"
- "Livre pensador"

En Inglaterra
- "UK Brazil - Antology of Poems"

Teatro/dramaturgia
- "A cinderela que não era bela porque era branca demais"
- "Os alienados" (ambos ya realizados y premiados en varias ciudades de Brasil y de Portugal

Guion cinematográfico
- "Siga aquele voto"

Es también autora de más de 600 poesías, publicadas en antologías impresas vía internet

## Honores
Miembro
- ABPp  - Asociación Brasileña de Psicopedagogía
- ABRAP - Asociación Brasileña de Psicoterapia
- ASTOC - Hospital de Clínicas de São Paulo
- CCBC - Comisión de Salud CC Brasil-Canadá
- SATED - Sindicato de Artistas y Técnicos en Diversiones
- SBAT - Sociedad Brasileña de Autores Teatrales